# Церква Покрови Пресвятої Богородиці (Хмелівка, УГКЦ)
Церква Покрови Пресвятої Богородиці в Хмелівці — парафія і храм греко-католицької громади Зарваницького деканату Тернопільсько-Зборівської архієпархії Української греко-католицької церкви в селі Хмелівці Тернопільського району Тернопільської области.

## Історія церкви
Фактично парафія почала діяти у 1993 році, хоча статут був офіційно зареєстрований лише у 1995 році. Будівництво храму, спроєктованого архітектором Михайлом Нетриб'яком, завершилося у 1996 році за кошти парафіян. Приміщення церкви, яке до 1946 року було недобудованим (зведено лише 6 метрів стіни), почало використовуватися греко-католицькою громадою після завершення робіт.
До 1946 року парафія належала УГКЦ, потім перейшла до російського православ'я, а з 1993 року її частина знову перебуває в лоні Української Греко-Католицької Церкви. Храм освятив єпископ Михаїл Сабрига у 1996 році. З єпископською візитацією парафію 7 травня 2013 року відвідав архиєпископ та митрополит Тернопільсько-Зборівський Василій Семенюк.
При парафії діють Вівтарна та Марійська дружини. На території села також розташована фігура на честь Пресвятої Богородиці.

## Парохи
- о. Петро Глібчук (1993—1994),
- о. Степан Галай (1994—2009),
- о. Віталій Бухта (з 2009).